# Zachenberg
Zachenberg je obec v německé spolkové zemi Bavorsko, v zemském okrese Regen ve vládním obvodu Dolní Bavorsko. V roce 2013 zde žilo 2 130 obyvatel.

## Geografie
Obec leží 10 km západně od města Regen. Další okolní obce jsou: Bischofsmais (JV), Grafling (J) a Gotteszell (JZ), Ruhmannsfelden (Z), Patersdorf (SZ) a Teisnach (S).

### Části obce
| - Auerbach - Auhof - Bruckberg - Bruckhof - Brumbach - Eckersberg - Fratersdorf - Furth - Gaisruck - Giggenried | - Gotteszell - Göttleinsberg - Gottlesried - Haberleuthen - Hafenried - Hasmannsried - Hausermühle - Hinterdietzberg - Hochau | - Kirchweg - Kleinried - Klessing - Köckersried - Lämmersdorf - Leuthen - Lobertsried - Muschenried - Ochsenberg | - Pointmannsgrub - Reisachmühle - Triefenried - Vorderdietzberg - Wandelmühle - Weichselsried - Wolfsberg - Zachenberg - Zierbach |

## Politika

Poloha obce na mapě okresu Regen

Městská rada má 15 členů:
- CSU: 6 křesel
- FWG Zachenberg: 5 křesel
- FWG Triefenried: 4 křesla

Stav: komunální volby v roce 2008